# Noble Shore
Noble Shore – amerykański brydżysta.

## Wyniki brydżowe

### Zawody światowe
W światowych zawodach zdobył następujące lokaty:
| Mistrzostwa Świata. Konkurencja teamów | Mistrzostwa Świata. Konkurencja teamów | Mistrzostwa Świata. Konkurencja teamów    | Mistrzostwa Świata. Konkurencja teamów | Mistrzostwa Świata. Konkurencja teamów | Mistrzostwa Świata. Konkurencja teamów |
| Rok                                    | Miejsce                                | Zawody                                    | Kategoria                              | Drużyna                                | Pozycja                                |
| -------------------------------------- | -------------------------------------- | ----------------------------------------- | -------------------------------------- | -------------------------------------- | -------------------------------------- |
| 2006                                   | Bangkok                                | 11. Młodzieżowe Mistrzostwa Świata Teamów | Juniorzy                               | USA 2                                  | 9                                      |
| 2005                                   | Sydney                                 | 10. Młodzieżowe Mistrzostwa Świata Teamów | Juniorzy                               | USA 2                                  | 15                                     |
| 2004                                   | Stambuł                                | 2. Puchar Świata Teamów Akademickich      | Open                                   | USA                                    | 3                                      |

## Klasyfikacja
- Noble Shore – klasyfikacja WBF (ang.)